# فینال ای‌اف‌سی کاپ ۲۰۰۷
فینال ای‌اف‌سی کاپ ۲۰۰۷ مسابقه فینال چهارمین دوره ای‌اف‌سی کاپ بود که در سال ۲۰۰۷ برگزار شد و شباب الاردن به مقام قهرمانی دست یافت.

## مسابقه
بازی اول
| الفیصلی | ۰–۱ | شباب الاردن |
| ------- | --- | ----------- |
|         |     |             |

بازی دوم
| شباب الاردن | ۱–۱ | الفیصلی |
| ----------- | --- | ------- |
|             |     |         |